# Plaza del Carmen (Alicante)
La plaza del Carmen es una pintoresca plaza situada en el Casco Antiguo de la ciudad de Alicante (España). 

## Descripción
La plaza, de forma rectangular, está elevada y rodeada de casas de estilo mediterráneo con fachadas coloridas. Cuenta con arena de coso, una zona de juegos infantiles y varios árboles que aportan sombra y crean un entorno agradable para los visitantes. En sus alrededores, la plaza se integra en la animada zona de ocio nocturno conocida como El Barrio.
En la plaza se encuentra el Centro Social Comunitario "Plaza del Carmen", un espacio dedicado a actividades sociales y comunitarias, que ofrece servicios y programas para diferentes grupos de edad.